# Množična grobišča sovjetskih množičnih usmrtitev
Julija 2010 je bilo ob trdnjavi Petra in Pavla v Sankt Peterburgu odkrito množično grobišče, v katerem so bila najdena trupla 80 vojaških častnikov, usmrčenih med rdečim terorjem v letih 1918 in 1921. Do leta 2013 je bilo na istem mestu najdenih skupno 156 trupel. V približno istem času je bilo na drugem koncu Rusije v Vladivostoku odkrito množično grobišče žrtev iz časa Stalinovega obdobja.
Ta in kasnejša množična grobišča v Sovjetski zvezi so bila uporabljena za prikrivanje velikega števila sovjetskih državljanov in tujcev, ki jih je usmrtil komunistični režim pod vodstvom Vladimirja Lenina in Josifa Stalina. Prvi množični poboji so se začeli januarja 1918 med rusko državljansko vojno (1918–1922), ko so Lenin in njegovi boljševiki sprožili njihov rdeči teror. Po pretresih prve petletke (1928–1932) so poboji dosegli vrhunec v veliki čistki 1936–1938. Poboje je ves čas načrtovala in izvajala sovjetska tajna policija pod njenimi spreminjajočimi se imeni: ČEKA med državljansko vojno, OGPU med prisilno kolektivizacijo kmetijstva in NKVD med veliko čistko.    

## Množični umori v letih 1936–1938
V zadnjih letih Sovjetske zveze in po njenem razpadu leta 1991 so bila po vseh državah nekdanje Sovjetske zveze odkrita in zabeležena številna množična grobišča. Nekatera so bila povezana z državljansko vojno ali z leti vmesnega obdobja, ko je sovjetska tajna policija v vseh večjih sovjetskih mestih redno uporabljala neoznačene grobove na obstoječih pokopališčih za odstranjevanje tistih, ki so jih usmrtili med zaslišanjem. Večina jih je nastala v času velike čistke. 

Med 5. avgustom 1937 in 17. novembrom 1938 je obseg ubijanja dosegel vrhunec. V seriji 12 »operacij« je NKVD usmrtila najmanj 680.000 moških in žensk. To je ocenjeno skupno število; dejanska številka je skoraj zagotovo višja. Ljudski komisar NKVD-ja Ježov je v pripravah na množične umore v takšnem obsegu naročil svojim podrejenim po vsej Sovjetski zvezi, naj poiščejo in pripravijo območja nedaleč od večjih mest, kjer bi bilo mogoče lahko hitro skriti na tisoče trupel. To je opisal pokojni zgodovinar Arsenij Roginski: 
Julija istega leta so oddelki NKVD-ja po vsej Sovjetski zvezi že začeli določati posebne 'cone', območja za množični pokop tistih, ki so jih ustrelili. Za domačine so ta območja običajno postala znana kot vojaška strelišča. Tako so nastale lokacije množičnih grobišč, ki so znana danes: Puščava Levashovo blizu Leningrada, Kuropaty pri Minsku, Zlati grič pri Čeljabinsku, Bykovnya na obrobju Kijeva in mnoga druga. 
Razširjen opis teh lokacij kot »območja streljanja« je privedel do zmede med lokacijami za izvajanje usmrtitev, kjer so bile žrtve tako ustreljene kot tudi zakopane, npr. Sandarmokh in številna druga mesta, kjer so bili tisti, ki so bili pokopani, že usmrčeni na drugih lokacijah. 

### Ukrajina
- Množični grobovi Bikivnija blizu Kijeva vsebujejo približno 30.000 trupel pobitih.[9]

- Obstajajo še druga množična grobišča v Umanu, Bili Cerkvi, Čerkasiju in Žitomirju.[10]

- Po pokolu v Vinici je bilo izkopanih 9.432 trupel.[11]

### Belorusija
- Kurapati – Najmanj 50.000 žrtev naj bi bilo ustreljenih na tem mestu blizu Minska, v sovjetskem tisku pa so ocene precej višje.[12]

### Ruska federacija

#### Severozahodna Rusija
- Gozd Krasny Bor, Karelija

- Spominsko pokopališče Levashovo v Sankt Peterburgu: tam naj bi bilo pokopanih 19.520 ubitih.[13]

- Toksovo v bližini Sankt Peterburga je bilo odkrito leta 2002. V njem je morda do 30.000 trupel umrlih.[14]

- Morišče v Sandarmokhu (Karelija) je bilo odkrito julija 1997. Tam so komunisti zakopali najmanj 6067 žrtev, polovica vseh pa je bila ustreljenih v Kareliji med veliko čistko.[15]

#### V Moskvi ali blizu nje
- Morišče Butovo. Imena 20.702 žrtev so vklesana na granitne stene usmrtitvenih jarkov v Vrtu spomina (odprt septembra 2017).[16] [17]

- Pokopališče v Donskojah, lokacija skrivnega krematorija in treh skrivnih množičnih grobišč, od katerih je vsako sestavljeno iz pepela več deset tisoč oseb.

- Kommunarka: Ob otvoritvi oktobra 2018 je bilo na Spominskem zidu prikazanih 6.609 imen žrtev.[18]

#### Sibirija
- Kolpaševo (Tomska regija, zahodna Sibirija). Več kot 1000 trupel, odkritih leta 1979, so nato odstranili po navodilih lokalnega partijskega šefa. V Kolpaševu je bilo ustreljenih do 4000 ljudi, danes ocenjuje Tomsk Memorial.[19]

- Pivovarikha (regija Irkutsk, vzhodna Sibirija) blizu Irkutska. Spominsko mesto je bilo ustanovljeno v Pivovarikhi leta 1989, vendar ni natančne ocene o številu tam pokopanih. Spletna baza podatkov Memorial navaja 10.609 ustreljenih po vsej Irkutski regiji med veliko čistko. Zbirka podatkov Open List predstavlja seznam 1384 ljudi, ki so bili ustreljeni v mestu Irkutsk.[20]

## Od leta 1940 naprej
Eden največjih zločinov, ki so jih od leta 1940 storili sovjetski komunisti, je bil Katinski pokol. S Stalinovo odobritvijo je vodja NKVD Lavrentij Berija izdal ukaz za usmrtitev 25.700 poljskih častnikov in vojnih ujetnikov. Poljaki, ki so živeli v bližini pokola, pa so bili poslani v zahodno Rusijo. Usmrtitve so skupaj znane kot pokol v Katinu, vendar so se zgodile na treh različnih lokacijah: Katin (Smolenska regija), Tver v osrednji Rusiji in Harkov v vzhodni Ukrajini. 
V Katinu (Smolenska regija) na mestu, ki je bilo prej uporabljeno za usmrtitev na stotine sovjetskih državljanov, je NKVD aprila in maja 1940 usmrtila več poljskih ujetnikov. Kasneje so izkopali in identificirali 4413 trupel. Poljske ujetnike so ustrelili tudi v Harkovu na vzhodu Ukrajine in v Tverju, takrat znanem kot Kalinin. Nekateri od njih so bili pokopani v Mednem, ki danes služi kot spominsko mesto v Tverski regiji.
- Demjaniv Laz blizu Ivano-Frankovska v sodobni Ukrajini. Po sovjetski okupaciji ozemlja leta 1939 je NKVD ubila najmanj 524 moških, žensk in otrok.

- Avgustovski pokol. Julija 1945 ob koncu druge svetovne vojne so na severu Poljske vrnile sovjetske sile (Rdeča armada, NKVD in SMERSH) okoli 2000 poljskih partizanov in komunistov. Nekateri so bili deportirani in še danes ni znano, kje je pokopanih njihovih 593 trupel.

## Galerija
- Spominsko pokopališče Krasni Bor blizu Petrozavodska v Rusiji
- Morišče Butovo blizu Moskve
- Množično grobišče Kuropati blizu Minska v Belorusiji